# Samuel Noah Kramer
Samuel Noah Kramer (Žaškiv, 28 settembre 1897 – Filadelfia, 26 novembre 1990) è stato uno storico statunitense, assiriologo e sumerologo di fama mondiale.

## Biografia
Figlio di Benjamin e Yetta Kramer, egli nacque nel 1897 a Žaškiv, vicino a Uman', allora nel Governatorato di Kiev facente parte dell'Impero Russo, oggi Ucraina. Nel 1905, in seguito ai pogrom antisemiti avvenuti al tempo dello Zar Nicola II di Russia, la sua famiglia emigra a Philadelphia, negli USA, dove suo padre fonda una scuola ebraica. Formatosi intellettualmente presso il Dipartimento di Studi Orientali dell'Università della Pennsylvania, ha lavorato a fianco di Ephraim Avigdor Speiser alla decifrazione di tavole cuneiformi assire.

## Opere
- Sumerian Mythology: Study of Spiritual and Literary Achievement in the Third Millennium B.C., 1944, rev. 1961.
- History Begins at Sumer: Thirty-Nine Firsts in Man's Recorded History, University of Pennsylvania Press. I Sumeri.Alle radici della storia, Roma, Newton Compton, 1979
- The Sumerians: Their History, Culture and Character, Chicago, IL, University of Chicago Press, 1963, ISBN 0-226-45238-7.
- S.N. Kramer-Diane Wolkstein, Inanna: Queen of Heaven and Earth, New York, Harper & Row, 1983, ISBN 0-06-090854-8.
- In the World of Sumer, An Autobiography, Wayne State University Press, 1988, ISBN 0-8143-1785-5.
- Jean Bottéro-S.N. Kramer, Lorsque les dieux faisaient l’homme: mythologie mésopotamienne, Paris, Gallimard, 1989, Uomini e dèi della Mesopotamia, traduzione di Alessandro Cellerino e Michele Ruffa, Prefazione di Giovanni Bergamini, Collana I Millenni, Torino, Einaudi, 1992.